# 생태오류
생태오류(ecological fallacy, ecological inference fallacy)란 조사연구에서 자료수집 및 해석의 과정에서 집단에 대한 관찰만으로 개인에 대한 결론을 이끌어내는 잘못을 말한다. 다시 말해 분석단위를 잘못 설정한 것이다.

## 같이 보기
- 통계적 차별